# Dallas-Fort Worth Film Critics Association Awards 2021
La 27ª edizione dei Dallas-Fort Worth Film Critics Association, annunciata il 20 dicembre 2021, ha premiato i migliori film usciti nel corso del 2021.

## Vincitori
A seguire vengono indicati i vincitori, in grassetto.

### Miglior film
1. Il potere del cane (The Power of the Dog), regia di Jane Campion
2. Belfast, regia di Kenneth Branagh
3. Una famiglia vincente - King Richard (King Richard), regia di Reinaldo Marcus Green
4. West Side Story, regia di Steven Spielberg
5. Licorice Pizza, regia di Paul Thomas Anderson
6. Dune (Dune: Part One), regia di Denis Villeneuve
7. La fiera delle illusioni - Nightmare Alley (Nightmare Alley), regia di Guillermo del Toro
8. The French Dispatch of the Liberty, Kansas Evening Sun, regia di Wes Anderson
9. La figlia oscura, regia di Maggie Gyllenhaal
10. I segni del cuore (CODA), regia di Sian Heder

### Miglior regista
1. Jane Campion - Il potere del cane (The Power of the Dog)
2. Steven Spielberg - West Side Story
3. Kenneth Branagh - Belfast
4. Denis Villeneuve - Dune
5. Paul Thomas Anderson - Licorice Pizza

### Miglior attore
1. Benedict Cumberbatch - Il potere del cane (The Power of the Dog)
2. Will Smith - Una famiglia vincente - King Richard (King Richard)
3. Andrew Garfield - Tick, Tick... Boom!
4. Peter Dinklage - Cyrano
5. Denzel Washington - Macbeth (The Tragedy of Macbeth)

### Miglior attrice
1. Kristen Stewart - Spencer
2. Olivia Colman - La figlia oscura
3. Jessica Chastain - Gli occhi di Tammy Faye (The Eyes of Tammy Faye)
4. Lady Gaga - House of Gucci
5. Nicole Kidman - Being the Ricardos

### Miglior attore non protagonista
1. Kodi Smit-McPhee - Il potere del cane (The Power of the Dog)
2. Troy Kotsur - I segni del cuore (CODA)
3. Ciarán Hinds - Belfast
4. Ben Affleck - Il bar delle grandi speranze (The Tender Bar)
5. Jesse Plemons - Il potere del cane (The Power of the Dog)

### Miglior attrice non protagonista
1. Ariana DeBose - West Side Story
2. Kirsten Dunst - Il potere del cane (The Power of the Dog)
3. Aunjanue Ellis - Una famiglia vincente - King Richard (King Richard)
4. Caitríona Balfe - Belfast
5. Ruth Negga - Due donne - Passing (Passing)

### Miglior film in lingua straniera
1. Drive My Car (Doraibu mai kā), regia di Ryūsuke Hamaguchi
2. Un eroe (Qahremān), regia di Asghar Farhadi
3. La persona peggiore del mondo (Verdens verste menneske), regia di Joachim Trier
4. È stata la mano di Dio, regia di Paolo Sorrentino
5. Flee (Flugt), regia di Jonas Poher Rasmussen

### Miglior documentario
1. Summer of Soul, regia di Ahmir Khalib Thompson
2. Flee (Flugt), regia di Jonas Poher Rasmussen
3. The Rescue, regia di Elizabeth Chai Vasarhelyi e Jimmy Chin
4. Procession, regia di Robert Greene
5. Val, regia di Leo Scott e Ting Poo

### Miglior film d'animazione
1. Encanto, regia di Charise Castro Smith
2. I Mitchell contro le macchine (The Mitchells vs the Machines), regia di Mike Rianda e Jeff Rowe

### Miglior fotografia
1. Greig Fraser - Dune
2. Ari Wegner - Il potere del cane (The Power of the Dog)

### Miglior sceneggiatura
1. Jane Campion - Il potere del cane (The Power of the Dog)
2. Paul Thomas Anderson - Licorice Pizza e Kenneth Branagh - Belfast (ex aequo)

### Miglior colonna sonora
1. Hans Zimmer - Dune
2. Jonny Greenwood - Il potere del cane (The Power of the Dog)

### Russell Smith Award
- Flee (Flugt), regia di Jonas Poher Rasmussen